# Tour d'Hérères
La torre d'Hérères (pron. fr. AFI: [eʁɛʁ]), nota anche come tour d'Hérères, tour d'Hérère, château d'Héréraz o tour d'Héréraz, è una delle più antiche torri medievali valdostane e si trova nella frazione omonima del comune di Perloz, nella bassa valle del Lys. Oggi è parte integrante dell'ex chiesa parrocchiale, la chiesa di San Giuseppe alla tour d'Héréraz. A fianco al complesso fino al 2013 si trovava un albero monumentale.

## Storia
La tour d'Hérères, che risale probabilmente agli anni Mille, si trova lungo l'antico chemin de la Vallaise che collegava Valle d'Aosta e Piemonte e, a livello locale, il Capoluogo (Véa) di Perloz alla frazione di Tour d'Héréraz passando sul Lys, sul ponte di Moretta; secondo Pierre-Louis Vescoz lo chemin de la Vallaise risalirebbe ad epoca pre-romana, forse salassa. Per secoli venne percorso dai pellegrini che si recavano in visita al santuario di Notre-Dame-de-la-Garde e utilizzato dalle popolazioni locali per evitare il percorso sul fondovalle..

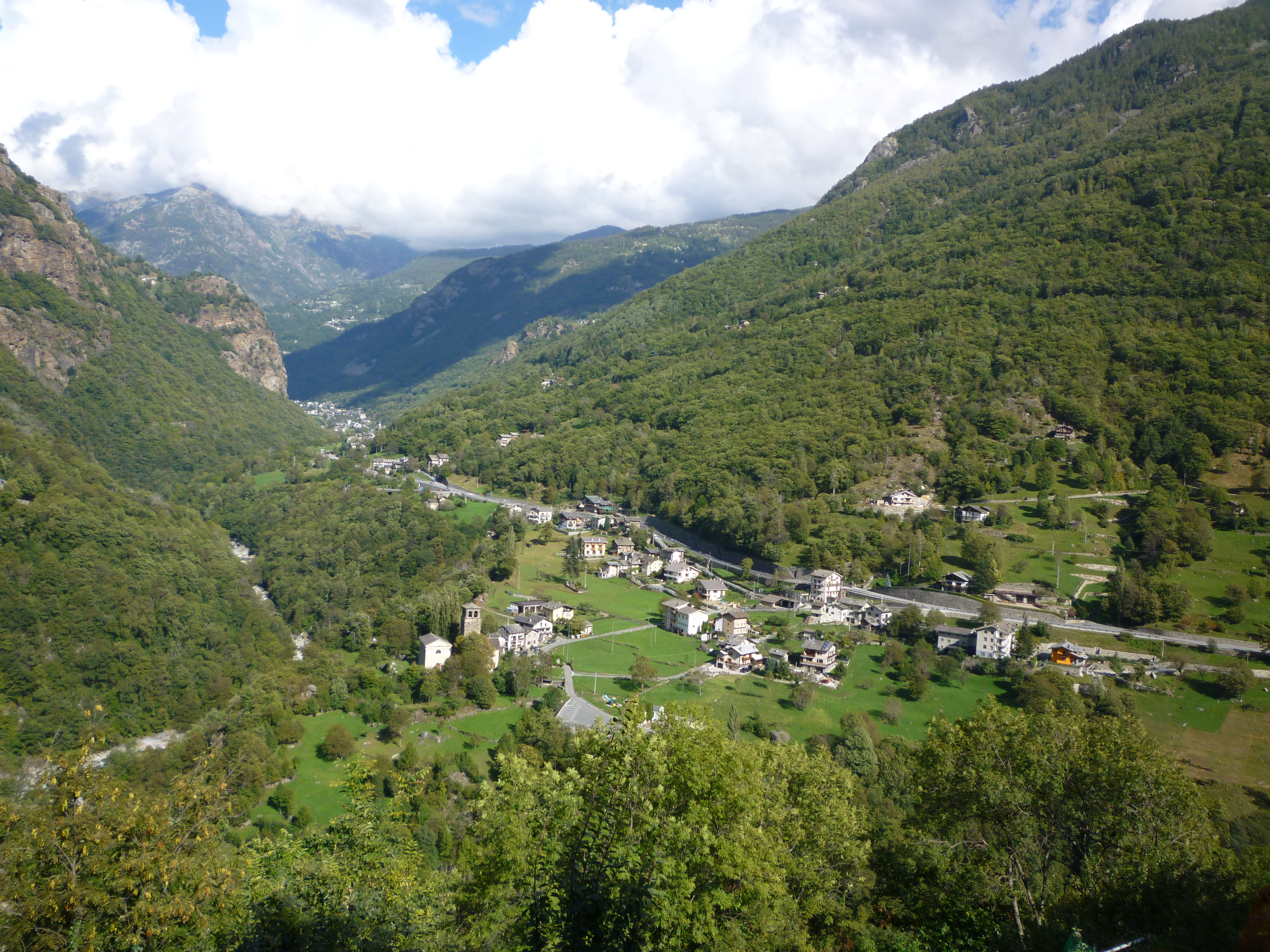
La frazione di Hérère

La torre prende il nome dal ramo della famiglia dei Vallaise a cui appartenne, i De Hereris (d'Hérères), nobili che prosperarono tra il XII e il XIV secolo.
A differenza di quello tra i Savoia e altre famiglie nobiliari valdostane, il rapporto tra i Vallaise-d'Hérères e i Conti di Savoia non fu lineare: nel 1321 Ruffin d'Hérères cedette metà del castello d'Hérères ai Savoia, ma solo tre anni dopo i Vallaise, forse per ribadire i loro diritti sul feudo, se ne riappropriarono con le armi. Il Balivo di Aosta intervenne e mise in fuga gli occupanti.
Nel 1390 il Conte Rosso infeudò Ibleto di Challant della sua parte della signoria di Hérères. Alla morte di Ibleto, il castello di Hérères passò a suo figlio Francesco di Challant.
Nel 1409 il nuovo Conte di Savoia, Amedeo VIII, riconobbe i diritti di Jean e Roulet de Vallaise, dei rami dei Vallaise de l'Hôtel e dei Vallaise de la Côte rispettivamente, sul castello d'Hérères e glieli restituì, seppure incontrando le proteste di questi quando scoprirono che si trattava di diritti allodiali e non diritti signorili.
La tour d'Héréraz restò nelle mani dei Vallaise per secoli fino a quando Alessandro Guarene di Roero, figlio di Rosalie de Vallaise, vendette il castello alla parrocchia, che fu edificata nel 1878 su progetto del geometra Pacifique Dallou di Donnas, trasformando notevolmente la struttura originaria.
La chiesa di San Giuseppe alla tour d'Héréraz oggi sorge sulle rovine dell'antico castello ed è ancora in uso.
Nel 1986, la parrocchia della Tour d'Héréraz è stata soppressa e unita a quella di Perloz.
Lo chemin de la Vallaise è stato ripristinato nel 2002 dal Comune di Perloz valorizzando anche la torre con pannelli informativi.
In gennaio 2013, l'ippocastano monumentale piantato nel 1925 dal parroco Théophile Glésaz, e dichiarato albero monumentale con L.R. 50/1990, è stato abbattuto per rischi di cedimento a seguito di un'infezione fungina.

## Architettura
La torre fu edificata come dongione sul modello delle torri romane facilmente rinvenibili in Valle d'Aosta,, a cui si rifanno probabilmente anche le simili torre di Ville di Arnad, torre de la Plantaz di Gressan e tour de l'Archet di Morgex:
La torre presenta mura di 2 metri di spessore e 6,5 metri di lato, ed è costruita come opera a sacco rivestita esternamente da conci squadrati. L'accesso, come di consueto nelle torri dell'epoca, era sopraelevato, nel caso della torre di Hérère a 7 metri di altezza e sovrastato da un architrave ad arco cieco.
La torre faceva inizialmente parte di un complesso fortificato che definiremmo castello medievale di tipo "primitivo": la torre, mastio del castello, si affiancava ad un edificio di servizio ed era circondata da una cortina muraria ormai perduta.
Dalla sua edificazione, la torre ha subito importanti trasformazioni e mutazioni d'uso: la cinta muraria venne distrutta per recuperare le pietre che vennero impiegate per costruire la chiesa parrocchiale di Hérères, l'edificio addossato alla torre venne recuperato in chiave residenziale per farne l'abitazione del parroco mentre il dongione venne trasformato nel 1878 nel campanile, modificando la parte terminale per far posto alla cella campanaria, alleggerita da arcate e lato ridotto rispetto al resto dei muri perimetrali della torre, e ricoprendolo con un tetto a quattro spioventi di lose.